# Mejiná (academia premilitar)
Una Mejiná (en hebreo: מכינה) (en plural: מכינות) es una institución educativa especializada en impartir educación y entrenamiento y formación premilitar en Israel. Las mejinot suelen ser financiadas y apoyadas por los Ministerios de Educación y Defensa de Israel, así como por las Fuerzas de Defensa de Israel, las FDI.

## Historia
La primera mejiná religiosa, fue fundada en 1988, en el asentamiento de Eli, en la orilla occidental del Río Jordán. En 2017, había 46 mejinot operando en Israel, se extienden desde Galilea en el norte, hasta Arava en el sur. Se dividen en 22 mejinot religiosas y 24 mejinot seculares. Tieben una capacidad de 3300 estudiantes por año. La misión de la mejiná es preparar a los alumnos para el servicio militar en el ejército, educar a los líderes de las comunidades locales para que puedan influir en la sociedad y en el estado. Los bloques del programa incluyen el estudio de: judaísmo, tradiciones judías, sionismo y también están dirigidos al desarrollo de las habilidades de liderazgo, voluntariado y entrenamiento militar. Existen mejinot seculares, religiosas y mixtas.

## Financiación
La financiación de las mejinot proviene de varias fuentes: El gobierno israelí, los padres de los estudiantes, filántropos y patrocinadores. El coste de financiar a un estudiante por año, es de $12 500 dólares estadounidenses. (US dollars).

## Valores nacionales
Los valores nacionales de las mejinot, son el sionismo, la democracia, el pluralismo y la tolerancia son la base de la educación en las mejinot. Alrededor del 25% de los estudiantes provienen de la periferia social, económica y geográfica de Israel. Por ello, las mejinot reciben financiación estatal y becas para estudiantes talentosos.

## Graduados
Casi el 90% de los graduados de las mechinot ocupan altos rangos en las Fuerzas de Defensa de Israel (FDI) a menudo sirven en unidades de combate y participan en las hostilidades. El 25% de los oficiales graduados, y el 10% de los graduados de la Academia de la Fuerza Aérea Israelí, son antiguos graduados de las mechinot. Los comandantes de batallón y brigada prefieren a los graduados de las mejinot, porque un año de formación, desarrollo personal y voluntariado les enseña a ser líderes, estar dispuestos a asumir responsabilidades, dar ejemplo y resolver situaciones difíciles, lo que requiere un alto nivel de cualidades morales y experiencia que adquieren en el proceso de formación militar realizado en la mejiná.

## Mejiná preparatoria militar
Una mejiná kdam-tzvait (en hebreo: מכינה קדם צבאית; "preparatoria premilitar") es una institución educativa especializada que prioriza la educación y la formación premilitar en Israel. Recibe financiación y apoyo del Ministerio de Educación y del Ministerio de Defensa israelí, así como de las Fuerzas de Defensa de Israel (FDI). En 2017, el país contaba con unas 46 mejinot, cuya misión es preparar a los nuevos reclutas para realizar el servicio militar en el Tzahal, y formar a líderes de comunidades locales con capacidad para influir en la sociedad y el estado. Los programas educativos se centran principalmente en el judaísmo y en la identidad judía, el sionismo, el desarrollo de habilidades de liderazgo, el voluntariado e incluyen varios elementos de entrenamiento militar. La mayoría de los programas de las mejinot tienen una duración de un año académico.

## Formación
La formación en las mejinot se basa en los valores del sionismo, la democracia y la tolerancia. En la mayoría de los casos, la matrícula se financia principalmente con fondos estatales y becas.

## Tipos de mejinot
Existen cuatro tipos de mejinot: Religiosas, seculares, conjuntas religiosas y seculares, e internacionales.

### Mechinot religiosas
Las mejinot religiosas están dirigidas a los graduados de las yeshivot o de las escuelas secundarias religiosas, y los prepara para su servicio en las Fuerzas de Defensa de Israel (FDI). Las mejinot religiosas se centran en la preparación premilitar para servir en el Tzahal, y en el estudio de la majshavá, el pensamiento y las creencias judías. Los estudiantes también se preparan físicamente para su período de servicio militar, y reciben capacitación en liderazgo por parte de oficiales en servicio activo. La primera mejiná religiosa, Bnei David, se fundó en 1988 en Elí, un asentamiento israelí ubicado en el Área de Judea y Samaria.

### Mejinot seculares
Una mejiná secular se centra en preparar a los graduados de educación secundaria para la ciudadanía, así como para el servicio en las Fuerzas de Defensa de Israel (FDI). El programa de estudios abarca el liderazgo, los principios y la práctica de la democracia, el servicio voluntario a la comunidad, la identidad ideológica e individual, el sionismo, la historia y la herencia judía, la filosofía judía, etcétera. Si bien la mejiná es "secular" en cuanto a la observancia religiosa, el programa de estudios incluye el judaísmo, con un enfoque en la ética y la tradición judía. La primera mejiná secular fue Nahshon, fundada en 1997 en Nili, Cisjordania.

### Mechinot conjuntas religiosas y seculares
Las mechinot conjuntas religiosas y seculares se fundaron para contribuir a superar las crecientes brechas en la sociedad israelí. Por ello, se centran en la enseñanza de diversas materias a un alumnado mixto, incluyendo sionismo, liderazgo, judaísmo, ciencias políticas y filosofía, junto con una intensa participación comunitaria y social, y voluntariado.

### Mechinot internacionales
Las mejinot internacionales aceptan a estudiantes judíos extranjeros que buscan una experiencia de inmersión durante un año sabático en Israel. Hay varias mejinot diseñadas específicamente para atender las necesidades de los estudiantes internacionales. Las mechinot internacionales para los estudiantes religiosos extranjeros recién llegados a Eretz Israel, se especializan en ayudar a los varones judíos religiosos, de entre 17 y 21 años, a prepararse para servir en las Fuerzas de Defensa de Israel (FDI). Para ello, los integra en la sociedad israelí y les ofrece clases de idioma hebreo (Ulpán), aprendizaje y estudio de la Torá.